# Sant Sebastià de Cabrera de Mar
Sant Sebastià de Cabrera de Mar és una capella de Cabrera de Mar (Maresme) protegida com a Bé Cultural d'Interès Local.

## Descripció
Es tracta d'una capella de petites dimensions amb coberta a dues vessants i campanar d'espadanya. S'accedeix a l'església per un porta d'arc de mig punt. A banda i banda hi ha sengles finestres allargades i damunt de la porta hi ha un ull de bou. Els angles són de pedra vista mentre que la resta està emblanquinada.

## Història
Va ser construïda l'any 1507 i cremada l'any 1936. Va ser restaurada posteriorment.